# Erycina pusilla
Erycina pusilla là một loài thực vật có hoa trong họ Lan. Loài này được (L.) N.H.Williams & M.W.Chase mô tả khoa học đầu tiên năm 2001.

## Hình ảnh

- Tập tin:Psygmorchis pusilla.. Flora Brasiliensis 3-6-62.jpg